# Soera De Winden die Verspreiden
Soera De Winden die Verspreiden is een soera van de Koran.
De soera is vernoemd naar het opwaaiende stof zoals genoemd in de eerste aya. Ibrahim krijgt in deze soera bezoek van een aantal onbekende gasten die hem een zoon aankondigen. Ook Musa en Nuh worden aangehaald. Aan het einde van de soera wordt benadrukt dat de mens en de djinn slechts geschapen zijn om God te dienen.

## Bijzonderheden
De gasten van Ibrahim is een bekend verhaal uit het Boek Genesis 18.